# Lo de Ruiter
Lodewijk Johannis (Lo) de Ruiter (Zwolle, 12 juni 1919 – 18 mei 2008) was een Nederlandse PvdA-politicus en (omroep)bestuurder.

## Levensloop
De Ruiter begon zijn loopbaan als ambtenaar. Nadat hij vijftien jaar burgemeester van de Overijsselse gemeentes Kuinre-Blankenham was geweest, werd hij in 1960 burgemeester van het Noord-Hollandse Bergen. In dit dorp bestond een grote kunstenaarsgemeenschap met welke hij veel contacten onderhield, onder andere met de bekende dichter Adriaan Roland Holst over wie hij diverse publicaties uitbracht en met kunstenares Ans Wortel. Van 1971 tot 1984 was hij dijkgraaf van het Hoogheemraadschap van de Uitwaterende Sluizen in Kennemerland en West-Friesland (via een tussenstap in 2003 opgegaan in het Hoogheemraadschap Hollands Noorderkwartier).
Tijdens zijn periode als dijkgraaf werd de rioolwaterzuivering, die reeds onder zijn voorganger J. Posch was begonnen, stevig ter hand genomen en uitgebreid. Dit was hard nodig daar de kwaliteit van het oppervlaktewater zeer te wensen overliet en het hoogheemraadschap in 1965 verantwoordelijk was geworden voor de waterkwaliteit. Het gevolg van deze activiteiten was dat het hoogheemraadschap een grote groei doormaakte doordat het aantal personeelsleden verachtvoudigde en het laboratorium op niveau werd gebracht.
De kunstminnende De Ruiter zorgde er ook voor dat het hoogheemraadschap een kunstcollectie opbouwde, bestaande uit allerlei vormen van moderne kunst. Deze kon het hoogheemraadschap kwijt in de opgeknapte alsook nieuwgebouwde kantoren van het schap. Als dank voor zijn kunstzinnige inzet werd hij in 1990 onderscheiden met de Zilveren Anjer.
Lo de Ruiter was lid van de Nederlandse Hervormde Kerk. Van 1984 tot 1988 was hij voorzitter van de IKON, de tweede in rij van deze interkerkelijke publieke omroep. Halverwege 2008 overleed hij op 88-jarige leeftijd.
In de oorlogsjaren zat de Ruiter in het verzet in Delden (Overijssel)

## Bestuurlijke functies
De Ruiter heeft van de volgende organisaties het voorzitterschap bekleed:
- Stichting A. Roland Holst Fonds (1966-1990)
- Raad voor de Kunst (1974-1981)
- Unie van Waterschappen
- Interkerkelijke Omroep Nederland (IKON, 1984-1988)

## Varia
In Edam-Volendam is de Dijkgraaf De Ruiterlaan naar hem vernoemd (in Edam was het bestuur van het Hoogheemraadschap van de Uitwaterende Sluizen in Kennemerland en West-Friesland gevestigd).